# ال تی ای در طیف آزاد
ال تی ای در طیف آزاد (به انگلیسی: LTE in unlicensed spectrum) (اختصاری LTE-U) طرحی است که توسط شرکت کوالکام دنبال شد و هدف آن این است که شبکه های نسل چهارم LTE از طیف فرکانسی آزاد(unlicensed) استفاده کنند. مانند پهنای باند 5گیگاهرتز که وای فای از این باند استفاده می کند.
LAA فناوری مشابهی است که برای برخی از کشورهای اروپایی توسط سازمان 3GP استاندارد شد. در واقع LAA نسخه اروپایی LTE-U است.